# 風と木の詩
『風と木の詩』（かぜときのうた）は、竹宮惠子による日本の漫画作品。
1976年、『週刊少女コミック』（小学館）10号から連載開始。1981年冬の号から、連載誌を『プチフラワー』（小学館）に変えて1984年6月号まで連載された。全2部構成。第25回（昭和54年度）小学館漫画賞少年少女部門受賞。

## 概要
19世紀末のフランス、アルルのラコンブラード学院の寄宿舎で繰り広げられる、思春期の多感な少年達を中心とする物語。愛欲、嫉妬、友情など、さまざまな人々の想いが交錯するなか、運命に翻弄される2人の主人公、華麗なジルベールと誠実なセルジュの切ない愛が描かれる。竹宮は「当時はベッドで男女の足が絡まっているのを描いただけで作者が警察に呼び出されていましたが、私は作品を描く上で愛やセックスもきちんと描きたかったの。男×女がダメなら男×男でいけばイイと思ったの」と語るとおり「少年愛」のテーマを本格的に扱った漫画作品であり、少年同士の性交渉、レイプ、父と息子の近親相姦といった過激な描写は当時センセーショナルな衝撃を読者に与えたが、後述のように知識人たちからは高い評価を得ている。
フラワーコミックス（小学館）から全17巻。白泉社文庫版全10巻。愛蔵版（中央公論社）全4巻。中公文庫版全8巻。2007年の時点で490万部が出版され、少女漫画としては歴代53位。1987年には、安彦良和監督の下、同タイトルでアニメーション化された。
寺山修司は「これからのコミックは、風と木の詩以降という言い方で語られることとなるだろう」と語り、河合隼雄は「少女の内界を見事に描いている」と評し、上野千鶴子は「少年愛漫画の金字塔」とした。
竹宮の親友で大泉サロンの主催者増山法恵（当時は「のりえ」）の影響は大きく、増山は少年愛（クナーベン・リーベと呼んでいたという）を竹宮と萩尾に教え、優れた少年愛作品、自分が読みたい作品を書いてもらうために、ヘルマン・ヘッセ『車輪の下』『デミアン』、稲垣足穂『少年愛の美学』などを紹介した。竹宮は『少年愛の美学』を夢中で読んでいたという。竹宮は構想から1976年の発表まで7年の歳月を費やしたと述べており（つまり竹宮が構想を始めたのは上京前の1969年頃ということになる）、増山は竹宮が20歳の時に誕生したと語っている。竹宮は一夜にして物語のプロットを頭に描き、翌日増山に8時間かけてストーリーを話した。竹宮は「いちばん最初に『風と木の詩』を描こうと思った時点、（稲垣足穂の）『少年愛の美学』を読んだ時点で、わたしの描こうとしているものをはっきり確信した」と述べており、『少年愛の美学』から舞台をパブリック・スクール的な場所にすることが選ばれた。漫画化されたのはプロットの前半のストーリーであり、後半は主にセルジュのその後の人生であるとされる。それは増山による小説『神の子羊』の中で断片的に語られるが、そのストーリーは時代、登場人物の大部分まで含めて、増山による創作である。竹宮は「（風木の後半は）あなたに任せたからね」と真の後半部を描く意思はないことを増山に語ったと言われる。
物語にリアリティを出すために、意識的にディティールが描かれた。1970年代の東京でヨーロッパの情報を入手することは非常に難しく、ルキノ・ヴィスコンティなど大量の映画、洋書店巡りで入手した服飾・壁紙・家具の歴史の洋書などを研究し、1972年には増山、萩尾望都、山岸凉子の4人でヨーロッパ旅行を敢行し、細やかで厚みのある19世紀末フランスの描写がなされた。竹宮は同作を、ヴィスコンティ映画の影響を受けた最初の作品であると語っている。
また、竹宮は同作を多くの人に受け入れてもらうために、連載開始の2年後に雑誌『JUNE』に積極的に参加して成功に貢献し、同誌に少年同士の性愛をヨーロッパを舞台に描くという蓄積を継承した。

## ストーリー
〈第1章〉薔薇
舞台は19世紀末のフランス、アルル地方にある寄宿制の中学校（リセ）・ラコンブラード学院。
父の遺言で学院に転学したセルジュ＝バトゥールは、謎めいた美少年のジルベールと同室になる。娼婦のように上級生に肉体を与えては快楽にふける彼は、学院のつまはじき者だった。
だがセルジュは生来の正義心から、仲間の忠告を無視して、そんなジルベールの心を開かせようとするのだった。
〈第2章〉青春
寄宿生に許される月に一度の外出日に、初めて街へ出たセルジュは、3年前の「ジルベール事件」を知る。居酒屋で、自己の誇りを守るために酔漢を刺したという彼のうちに、自分自身と共通して持つ孤独と誇りを感じ取る。
彼の同性愛を否定しながらも、魅了されていく自分をおさえきれないセルジュ。
クリスマス休暇。パスカルの家に招待されたセルジュは、彼の妹・パトリシアに出会った。
〈第3章〉SANCTUS――聖なるかな
クリスマス休暇から帰ってきたセルジュを、ジルベールは別人のように素直に求めてくる。彼は愛する叔父・オーギュストの冷たい仕打ちに、心がすさみきっていたのだ。
そのオーギュストが学院にやってきた。彼は学院の有力な出資者。セルジュは、オーギュストとジルベールの間にただならぬものを感じる。
だが、オーギュストに心酔するようになったセルジュに、嫉妬に燃えるジルベールの激しい憎悪が向けられる。
〈第4章〉ジルベール
ジルベール＝コクトー――彼はマルセイユの富豪の家に生まれたが、なぜか両親には顧みられず、野生児のように育っていった。彼は実は、オーギュストとその兄嫁のアンヌ＝マリーとの間に生まれた子どもだった。
オーギュストはジルベールを意のままに教育しはじめる――時には保護者のように、また時には愛人のように。だが冷酷な彼は、成長したジルベールをつきはなして、学院の寄宿舎に入れてしまった。
〈第5章〉セルジュ
結核のために音楽家の道を断念したアスランは、パリの高級娼婦・パイヴァと恋に陥る。かけおちを決行した2人は、チロルの山村におちつき、そこでセルジュを産む。
しかし親子3人の幸せもつかの間、アスラン、パイヴァは胸の病で相次いで世を去る。
セルジュは子爵バトゥール家の跡取りとして引き取られる。従妹のアンジェリンとの初恋に破れた彼は、かつて父が学んだ学院にひとり旅立つ。
〈第6章〉陽炎
苦悩と歓喜のはざまに揺れ動く青春に立ち向かうセルジュ。そんな彼にオーギュストが接近する。
その真意を探ろうとするロスマリネ――彼はかつてオーギュストに凌辱され、以来、憎しみを抱いているのだった。
美少年愛好クラブの連中に襲われたセルジュは腕を負傷し、パリ音楽院の教授の前でのピアノ演奏会で失敗してしまう。そしてパリで音楽の勉強をする勧めも断ってしまう。
オーギュストが去ったことを知って逆上したジルベールがセルジュに襲いかかる。逆にくみふしたセルジュは、うちひしがれた彼の姿に激しい愛を感じる。
セルジュとジルベールはオーギュストの招きに応じてマルセイユに行くが、オーギュストはセルジュの目の前でジルベールを抱いてセルジュに引導を渡す。さらにセルジュまでも犯してしまう。
世間体からオーギュストがセルジュの従妹・アンジェリンと婚約したことを知った2人はアルルに戻る。オーギュストから逃れられないジルベールをセルジュは激しく愛する。
〈第7章〉アニュス・ディ 神の子羊
ジルベールとの愛の生活を送るセルジュは学業に励み、作曲も始める。
オーギュストの魔手によりジルベールが不良のアダムから凌辱を受けていることを知ったセルジュが立ち向かう。彼らの暴力事件を査問する場で、セルジュはジルベールとの同性愛を宣言する。
セルジュは謹慎の身となる。学院からアルルに引き戻されたジルベールは、オーギュストから逃れて死のうとする。セルジュは彼を連れてパリに逃げる。
〈第8章〉ラ・ヴィ・アン・ローズ
パリの屋根裏部屋に住む2人。セルジュがビストロに職を得ると、ジルベールもそこで働くようになる。セルジュがピアノの腕を披露すると、美形の給仕と共に店は評判を呼ぶようになる。
界隈のボスのダルニーニがジルベールに目を付け、サディズムの餌食にする。
パリで遊学していたパトリシアの手配でピアノ教師の助手になったセルジュが人気者になる頃、ジルベールは部屋に引きこもりとなる。
ダルニーニによって薬漬けにされたジルベールは、悪い輩に騙され金持ちの慰み者として売られそうになった所で輩が死に買い主の馬車に飛び込み、ヴァンセンヌの森でひき殺される。石畳の上に横たわるジルベールの亡骸をセルジュが見つける。
生家の子爵家に戻ったセルジュは音楽家への道を進みはじめる。
ジルベール。まことに彼はセルジュの青春のこずえを鳴らす風だった。

## 登場人物
ジルベール・コクトー
主人公。14歳。オーギュスト・ボウと、その義兄の妻アンヌ・マリーとの間にできた不義の子。少女のように美しい妖艶な少年で多くの男達と破滅的な関係を持つが、それは叔父（実父）「オーギュ」の倒錯した愛に飢えてのことだった。しかしセルジュの献身的な愛に支えられ、オーギュ以外には閉ざしていた心を次第に開いていく。
セルジュ・バトゥール
もう一人の主人公。14歳。子爵家の跡取りだった父・アスランと、ジプシーの血を引く高級娼婦だった母・パイヴァとの間に生まれる（この両親の立場は小デュマ『椿姫』から想を得ており、作中で当人達も『椿姫』に自分達をなぞらえている）。
父亡き後、父方の祖母に引き取られるも、ほどなく祖母も、その直前に母親も死去。後見人になった伯母リザベートはセルジュに愛情を持たなかった。
伯母の娘（セルジュにとっては従姉妹）のアンジェリンが顔に大火傷を負った事故をきっかけに、ラコンブラード学院に転入する。ジルベールの自虐的な行為に心を痛め、彼を救おうとする。
ピアニスト志望だった父の才を継いでおり、ピアノ演奏に才能を発揮する。
肌の色が母譲りの「とび色」の為、からかわれることも多い。
オーギュスト・ボウ
パリの高名な詩人でジルベールの叔父（本当は実父）、ジルベールからは「オーギュ」と呼ばれる。幼い頃コクトー家に養子に入る。コクトー家の実の息子（オーギュの義兄ペール）の奥小姓として育ち、義兄の結婚相手アンヌ・マリーとの間に不義の子ジルベールをもうける。倒錯した愛をジルベールに注ぎ、肉体関係によって息子を支配している。
セルジュの父アスランと同い年。ラコンブラード学院時代には生徒総監制度を創設。卒業以後も学院に多額の寄付をし、生徒総監達とつながりを持ち、裏の権力を行使する。ジルベールが学院でどんなにスキャンダラスな問題を起こしても退校処分とならないのはそのためである。
ボナール
パリの彫刻家でジルベールを愛する男色家。ジルベールを最初にレイプした男。
ルノー
ボナールの一番弟子。ボナールを好いていて、男色趣味を嫌う。ジルベールを愛するボナールへの嫉妬で、ジルベールと喧嘩をしたこともある。
パスカル・ビケ
セルジュとジルベールの同級生。「首席にならないと進級しない」という自身への戒めのせいで3回落第しているが、のちに学年首席になり飛び級に成功する。セルジュの友。最後までセルジュとジルベールを見守った。
カール・マイセ
セルジュとジルベールの同級生でB級監督生。寮生ではなく街の下宿から通っているセルジュの友人。心配性で真面目な人柄。セルジュに好意を寄せている。後に神学校に進学する。
パトリシア
通称「パット」。パスカルの妹。セルジュに好意を持つ。お互いに良き理解者。
アンジェリン・カーライル・マディソン
セルジュの伯母リザベートの娘（セルジュにとっては従姉妹）。セルジュに恋心を抱き続けていたが、セルジュとジルベールの関係を知って離れる。後にオーギュストの策略で婚約するが、破棄される。
アリオーナ・ロスマリネ
生徒総監であり、学院の中で絶対的な権力を持つ。白い王子と呼ばれている。成績は常にトップ。北欧貴族の血を引いている。オーギュストの遠い従兄弟。潔癖症でドアノブなどをハンカチ越しにしか触れない。原因はオーギュストにあるらしい。
ジュール・ド・フェリィ
A級監督生。家柄ではロスマリネ家より上だが、没落貴族。そのため学費と母親の生活費をロスマリネ家に頼っている。ロスマリネとは特別な関係がある。以前は学園一の不良で、今でもジュールの名を出せば不良達は逃げ出すほど。

## OVA
『風と木の詩 SANCTUS -聖なるかな-』のタイトルで、1987年11月6日にポニーキャニオンから発売された。LD・LP・CDサントラ盤でも発売。

### キャスト
- ジルベール - 佐々木優子
- セルジュ - 小原乃梨子
- ロスマリネ - 榊原良子
- オーギュスト - 塩沢兼人
- パスカル - 竹村拓
- カール - 柏倉つとむ
- ジャック - 西原孝子
- クルト - 向殿あさみ
- ドレン - 速水奨
- セバスチャン - 小粥よう子
- ワッツ先生、ブロウ - 小杉十郎太
- ルイ・レネ先生 - 千葉耕市
- ルーシュ教授 - 根本嘉也
- 校長 - 西尾徳
- ネカー - 水原りん
- 生徒 - 秋山嘉子、桜井敏治、大野登美恵、大和麻美

### スタッフ
- 原作・監修：竹宮惠子
- 監督・絵コンテ：安彦良和
- 演出助手：平松達也（コナミ）
- 作画監督：神村幸子
- カラーコーディネーター：水田信子
- 美術監督：石川山子
- 撮影監督：高橋明彦
- 撮影：スタジオキャバーン
- 編集：松村将弘（スタジオIN）
- 音楽：中村暢之
- サウンドトラック：キャニオンレコード
- 音響監督：千葉耕一
- 音響制作：千田啓子
- 音響効果：佐々木純一
- ミキサー：遠西勝三
- 録音スタジオ：ニュージャパンスタジオ
- プロデューサー：宇田川東樹 (コナミ)、浅見勇 (小学館)、神立勝一 (ヘラルドエンタープライズ)
- 制作デスク：山口克巳
- 制作：寺門稔、友枝竜一（DK・I）
- アシスタントプロデューサー：浅利義美
- 制作協力：(有)トランキライザープロダクト、(株)九月社、(有)トライアングルスタッフ、(株)東京メディアコネクションズ
- 制作：寺門稔、友枝竜一
- 企画・製作・発売：ヘラルドエンタープライズ、小学館
- 販売：ポニーキャニオン

## 解説担当者

### 白泉社文庫版
- 1 寺山修司「万才!ジルベール」
- 2 わかぎえふ「ジルベールの思い出」
- 3 井沢満「純愛と青春の物語」
- 4 林あまり「清らかな病」
- 5 安珠「愛は孤独と安らぎに揺らぐ」
- 6 阿木燿子「早過ぎた作品」
- 7 高取英「囚れの少年ジェット」
- 8 鶴見俊輔「その時の決断」
- 9 安彦良和「竹宮さんの背筋」
- 10 増山法恵「拝啓、我が「戦友」竹宮惠子様」

### 小学館叢書版
- 1 河合隼雄